# Alfonso Menichetti
Alfonso Menichetti, detto Nappa ed anche Sucina (Manciano, 23 aprile 1880 – Roma, 4 novembre 1923), è stato un fantino italiano.
Nappa è uno dei fantini più vittoriosi nella storia dell'ultimo secolo del Palio di Siena. Le sue presenze in Piazza del Campo sono state trenta, corredate da sei vittorie. Ha realizzato il suo personale cappotto nel 1912.

## Carriera
Nato a Manciano, faceva parte di una vera e propria dinastia di fantini, tra le più celebri della storia del Palio di Siena. Era infatti figlio del fantino Girolamo Menichetti (detto Girolametto: sette Palii disputati) e fratello di Santi (due Palii corsi) e gemello di Ermanno (detto Popo: diciannove Palii corsi e due vittorie, squalificato a vita nel 1908 poiché «rimasto indietro di un giro si soffermava a San Martino affrontando e cercando di impedire il passaggio al fantino dell'Oca per ostacolarne la vittoria»).
Dopo un inizio di carriera non brillantissimo, Nappa centrò il primo successo nel discusso Palio del 3 luglio 1904. Nonostante fosse legato all'Aquila del Capitano Silvio Griccioli, dopo la terza prova fu mandato a correre nella Pantera, contrada in piena crisi senza vittorie da trent'anni. L'Aquila, a digiuno dal 1887 e a rischio "cuffia", decise di affidarsi a Popo e di favorire la corsa dell'allora alleata Pantera. Popo scattò in testa e ostacolò Angelo Meloni dettp Picino nella Tartuca; nonostante ciò, Nappa non riuscì ad approfittarne ed al primo San Martino venne sopravanzato proprio da Tartuca e Onda. Nappa si lanciò comunque nella rimonta, e nel corso del terzo giro superò l'Onda; l'arrivo fu testa a testa con Picino, ma i Giudici della Vincita premiarono la Pantera. La vittoria fu pertanto molto contestata, e fu in un certo senso l'inizio della lunga ed accesa rivalità tra Angelo Meloni ed i fantini della famiglia Menichetti.
Negli anni successivi corse per ben quattro volte consecutive con i colori dell'Aquila nel 1906 e 1907, regalando il successo alla contrada dopo 26 anni di attesa, il 16 agosto 1906 dopo una lotta accanita con Zaraballe nella Lupa.
Il 1907 è l'anno delle polemiche per i fratelli Menichetti: Ermanno corse nel Bruco, Santi nella Pantera ed Alfonso nell'Aquila. La strategia della famiglia Menichetti era incentrata a favorire la vittoria di Ermanno detto Popo; per tale ragione Nappa, partito in testa, si preoccupò dapprima di ostacolare Picino nell'Oca e successivamente si fece platealmente superare dal fratello all'ultima curva del Casato. L'andamento della corsa scatenò aspre polemiche, che sfociarono nell'emanazione dell'articolo 78 bis del Regolamento, tramite il quale veniva vietata la presenza contemporanea di due o più consanguinei in occasione dello stesso Palio e delle relative prove.
Incuranti delle nuove regole, Popo e Nappa corsero contemporaneamente la terza e la quarta prova del Palio di luglio 1908. Fu così che il Comune intervenne, impedendo al più giovane Nappa di prendere parte al Palio. Ma il fantino riuscì a prendersi la propria rivincita già ad agosto, trionfando nel Valdimontone su Stella. Tuttavia Picino riuscì a sconfiggere il rivale nell'agosto 1909, in un arrivo in volata vinto a suon di nerbate. La risposta di Nappa non si lasciò attendere, ed arrivò il 2 luglio 1911 nella Chiocciola: riuscì nell'impresa, mai riuscita ad altri, di "scuffiare" la terza contrada della sua carriera. In occasione di quel Palio un contradaiolo della Tartuca, detto Piaccina, cercò di ostacolarlo col fine di impedirgli l'ormai sicura vittoria lanciando fra le zampe del suo cavallo Stella il proprio cane.
Nel 1912 Nappa conquistò il personale "cappotto" con Bruco a luglio e Lupa ad agosto (su un sauro di Benvenuto Fineschi). Furono le ultime vittorie della carriera di Nappa: tornato sul tufo dopo le vicende belliche, chiuse nel 1921 nel modo più amaro. Per la dodicesima volta sotto i colori dell'Aquila, era tra i favoriti del Palio di agosto; durante la corsa si preoccupò tuttavia di favorire il successo dell'Oca, nonostante fosse montata dal rivale Picino. Nappa chiuse proprio secondo, e riuscì a stento a sfuggire alla furiosa reazione dei contradaioli aquilini. Le due contrade ruppero il rapporto di alleanza che le legava dal 1911.
Nappa morì a Roma a soli 43 anni nel 1923, un anno dopo la morte del fratello Ermanno.

## Presenze al Palio di Siena
Le vittorie sono evidenziate ed indicate in neretto.
| Palio             | Contrada     | Cavallo                  |
| ----------------- | ------------ | ------------------------ |
| 2 luglio 1901     | Valdimontone | Sauro del Franci         |
| 2 luglio 1903     | Leocorno     | Storno del Ciacci        |
| 17 aprile 1904    | Aquila       | Baio del Naldini         |
| 3 luglio 1904     | Pantera      | Ida                      |
| 16 agosto 1904    | Aquila       | Morello del Neri         |
| 2 luglio 1905     | Valdimontone | Baio del Butini (scosso) |
| 16 agosto 1905    | Onda         | Sauro del Paoletti       |
| 2 luglio 1906     | Aquila       | Storno del Vigni         |
| 16 agosto 1906    | Aquila       | Storno del Mattii        |
| 2 luglio 1907     | Aquila       | Stornino                 |
| 16 agosto 1907    | Aquila       | Calabresella             |
| 16 agosto 1908    | Valdimontone | Stella                   |
| 4 luglio 1909     | Valdimontone | Farfalla                 |
| 16 agosto 1909    | Pantera      | Stella                   |
| 17 agosto 1909    | Istrice      | Baio del Pianigiani      |
| 3 luglio 1910     | Aquila       | Baio del Fontani         |
| 16 agosto 1910    | Onda         | Calabresella             |
| 13 settembre 1910 | Chiocciola   | Baio di S.Forni          |
| 2 luglio 1911     | Chiocciola   | Stella                   |
| 16 agosto 1911    | Chiocciola   | Stornino                 |
| 2 luglio 1912     | Bruco        | Farfalla                 |
| 16 agosto 1912    | Lupa         | Sauro del Fineschi       |
| 2 luglio 1913     | Lupa         | Storno del Franci        |
| 16 agosto 1914    | Aquila       | Baio del Fregoli         |
| 2 luglio 1919     | Aquila       | Baio del Cambi (scosso)  |
| 16 agosto 1919    | Chiocciola   | Baio del Brandani        |
| 17 agosto 1919    | Lupa         | Storno del Brandani      |
| 2 luglio 1920     | Aquila       | Storno del Conti         |
| 17 agosto 1920    | Aquila       | Baio del Muzzi           |
| 16 agosto 1921    | Aquila       | Storno del Brandani      |